# ملك اليمين
مَلْك(1) اليمين هو مصطلح في القرآن يشير إلى العبيد والجواري النساء مِن الرقيق، وهنّ الإماء، ويستخدمن كعبدات للجنس إذ يحقّ لمالكهنّ أن يطأهنّ (ممارسة الجنس معهن) مِن غير عقد زواج، ولا شهود، ولا مهر، فهنّ لسن أزواجاً، فإذا جامعهن سُمّيْنَ (سراري) جمع: سُرّيـة.

#### أصل ملك اليمين
حسب ماجاء في الشريعة الإسلامية فإن أصل ملك اليمين هو السَّبْي، ثم التوالد بعد ذلك و أيضا الإرث والبيع والشراء، ففي حروب المسلمين ضد غير المسلمين يَسْبِي الأولاد والنساء، والأسرى الذين يأسرهم المسلمون قد يسترقونهم والحريم والولد يكونون أرقاء (جمع رقيق أو عبيد)، ثم يتبايعهم الناس ويتوارثونهم الناس.

## معاملة ملك اليمين
يعتبر الإسلام ملك اليمين كملكية خاصة للشخص الذي يمتلكها، حيث أنه إذا تملك مسلم ملك لليمين فإنه يجوز له أن يبيعها.لا يجوز لمن ملكها أن يمارس الجنس معها إذا كانت حاملاً حتى تضع، وإن لم تكن حاملاً فلا يجوز أن يمارس الجنس معها حتى يستبرئها بحيضة، فإذا مارس الجنس معها بعد ذلك صارت لها أحكام، فهي تحرم على آباء سيِّدها الذي وطئها وعلى أبنائه إلى الأبد

#### اللباس
- روى أبو داود في سنن أبي داود:

.

## ملك اليمين في القرآن والحديث

### في القرآن
- وفقا لما جاء في القرآن:﴿وَالَّذِينَ هُمْ لِفُرُوجِهِمْ حَافِظُونَ ۝٥ إِلَّا عَلَى أَزْوَاجِهِمْ أَوْ مَا مَلَكَتْ أَيْمَانُهُمْ فَإِنَّهُمْ غَيْرُ مَلُومِينَ ۝٦ فَمَنِ ابْتَغَى وَرَاءَ ذَلِكَ فَأُولَئِكَ هُمُ الْعَادُونَ ۝٧﴾ (سورة المؤمنون)
- وفقا لما جاء في القرآن:﴿يَا أَيُّهَا النَّبِيُّ إِنَّا أَحْلَلْنَا لَكَ أَزْوَاجَكَ اللَّاتِي آتَيْتَ أُجُورَهُنَّ وَمَا مَلَكَتْ يَمِينُكَ مِمَّا أَفَاءَ اللَّهُ عَلَيْكَ وَبَنَاتِ عَمِّكَ وَبَنَاتِ عَمَّاتِكَ وَبَنَاتِ خَالِكَ وَبَنَاتِ خَالَاتِكَ اللَّاتِي هَاجَرْنَ مَعَكَ وَامْرَأَةً مُؤْمِنَةً إِنْ وَهَبَتْ نَفْسَهَا لِلنَّبِيِّ إِنْ أَرَادَ النَّبِيُّ أَنْ يَسْتَنْكِحَهَا خَالِصَةً لَكَ مِنْ دُونِ الْمُؤْمِنِينَ قَدْ عَلِمْنَا مَا فَرَضْنَا عَلَيْهِمْ فِي أَزْوَاجِهِمْ وَمَا مَلَكَتْ أَيْمَانُهُمْ لِكَيْلَا يَكُونَ عَلَيْكَ حَرَجٌ وَكَانَ اللَّهُ غَفُورًا رَحِيمًا ۝٥٠﴾(سورة الأحزاب)
- وفقا لما جاء في القرآن: ﴿لَا يَحِلُّ لَكَ النِّسَاءُ مِنْ بَعْدُ وَلَا أَنْ تَبَدَّلَ بِهِنَّ مِنْ أَزْوَاجٍ وَلَوْ أَعْجَبَكَ حُسْنُهُنَّ إِلَّا مَا مَلَكَتْ يَمِينُكَ وَكَانَ اللَّهُ عَلَى كُلِّ شَيْءٍ رَقِيبًا ۝٥٢﴾(سورة الأحزاب)
- وفقا لما جاء في القرآن: ﴿وَالْمُحْصَنَاتُ مِنَ النِّسَاءِ إِلَّا مَا مَلَكَتْ أَيْمَانُكُمْ كِتَابَ اللَّهِ عَلَيْكُمْ وَأُحِلَّ لَكُمْ مَا وَرَاءَ ذَلِكُمْ أَنْ تَبْتَغُوا بِأَمْوَالِكُمْ مُحْصِنِينَ غَيْرَ مُسَافِحِينَ فَمَا اسْتَمْتَعْتُمْ بِهِ مِنْهُنَّ فَآتُوهُنَّ أُجُورَهُنَّ فَرِيضَةً وَلَا جُنَاحَ عَلَيْكُمْ فِيمَا تَرَاضَيْتُمْ بِهِ مِنْ بَعْدِ الْفَرِيضَةِ إِنَّ اللَّهَ كَانَ عَلِيمًا حَكِيمًا ۝٢٤﴾ (سورة النساء)
- وفقا لما جاء في القرآن: ﴿وَإِنْ خِفْتُمْ أَلَّا تُقْسِطُوا فِي الْيَتَامَى فَانْكِحُوا مَا طَابَ لَكُمْ مِنَ النِّسَاءِ مَثْنَى وَثُلَاثَ وَرُبَاعَ فَإِنْ خِفْتُمْ أَلَّا تَعْدِلُوا فَوَاحِدَةً أَوْ مَا مَلَكَتْ أَيْمَانُكُمْ ذَلِكَ أَدْنَى أَلَّا تَعُولُوا ۝٣﴾ (سورة النساء)
- وفقا لما جاء في القرآن: ﴿وَاعْبُدُوا اللَّهَ وَلَا تُشْرِكُوا بِهِ شَيْئًا وَبِالْوَالِدَيْنِ إِحْسَانًا وَبِذِي الْقُرْبَى وَالْيَتَامَى وَالْمَسَاكِينِ وَالْجَارِ ذِي الْقُرْبَى وَالْجَارِ الْجُنُبِ وَالصَّاحِبِ بِالْجَنْبِ وَابْنِ السَّبِيلِ وَمَا مَلَكَتْ أَيْمَانُكُمْ إِنَّ اللَّهَ لَا يُحِبُّ مَنْ كَانَ مُخْتَالًا فَخُورًا ۝٣٦﴾(سورة النساء)
- وفقا لما جاء في القرآن: ﴿وَقُلْ لِلْمُؤْمِنَاتِ يَغْضُضْنَ مِنْ أَبْصَارِهِنَّ وَيَحْفَظْنَ فُرُوجَهُنَّ وَلَا يُبْدِينَ زِينَتَهُنَّ إِلَّا مَا ظَهَرَ مِنْهَا وَلْيَضْرِبْنَ بِخُمُرِهِنَّ عَلَى جُيُوبِهِنَّ وَلَا يُبْدِينَ زِينَتَهُنَّ إِلَّا لِبُعُولَتِهِنَّ أَوْ آبَائِهِنَّ أَوْ آبَاءِ بُعُولَتِهِنَّ أَوْ أَبْنَائِهِنَّ أَوْ أَبْنَاءِ بُعُولَتِهِنَّ أَوْ إِخْوَانِهِنَّ أَوْ بَنِي إِخْوَانِهِنَّ أَوْ بَنِي أَخَوَاتِهِنَّ أَوْ نِسَائِهِنَّ أَوْ مَا مَلَكَتْ أَيْمَانُهُنَّ أَوِ التَّابِعِينَ غَيْرِ أُولِي الْإِرْبَةِ مِنَ الرِّجَالِ أَوِ الطِّفْلِ الَّذِينَ لَمْ يَظْهَرُوا عَلَى عَوْرَاتِ النِّسَاءِ وَلَا يَضْرِبْنَ بِأَرْجُلِهِنَّ لِيُعْلَمَ مَا يُخْفِينَ مِنْ زِينَتِهِنَّ وَتُوبُوا إِلَى اللَّهِ جَمِيعًا أَيُّهَ الْمُؤْمِنُونَ لَعَلَّكُمْ تُفْلِحُونَ ۝٣١﴾ (سورة النور)
- وفقا لما جاء في القرآن: ﴿يَا أَيُّهَا الَّذِينَ آمَنُوا لِيَسْتَأْذِنْكُمُ الَّذِينَ مَلَكَتْ أَيْمَانُكُمْ وَالَّذِينَ لَمْ يَبْلُغُوا الْحُلُمَ مِنْكُمْ ثَلَاثَ مَرَّاتٍ مِنْ قَبْلِ صَلَاةِ الْفَجْرِ وَحِينَ تَضَعُونَ ثِيَابَكُمْ مِنَ الظَّهِيرَةِ وَمِنْ بَعْدِ صَلَاةِ الْعِشَاءِ ثَلَاثُ عَوْرَاتٍ لَكُمْ لَيْسَ عَلَيْكُمْ وَلَا عَلَيْهِمْ جُنَاحٌ بَعْدَهُنَّ طَوَّافُونَ عَلَيْكُمْ بَعْضُكُمْ عَلَى بَعْضٍ كَذَلِكَ يُبَيِّنُ اللَّهُ لَكُمُ الْآيَاتِ وَاللَّهُ عَلِيمٌ حَكِيمٌ ۝٥٨﴾ (سورة النور)
- وفقا لما جاء في القرآن: ﴿لَا جُنَاحَ عَلَيْهِنَّ فِي آبَائِهِنَّ وَلَا أَبْنَائِهِنَّ وَلَا إِخْوَانِهِنَّ وَلَا أَبْنَاءِ إِخْوَانِهِنَّ وَلَا أَبْنَاءِ أَخَوَاتِهِنَّ وَلَا نِسَائِهِنَّ وَلَا مَا مَلَكَتْ أَيْمَانُهُنَّ وَاتَّقِينَ اللَّهَ إِنَّ اللَّهَ كَانَ عَلَى كُلِّ شَيْءٍ شَهِيدًا ۝٥٥﴾(سورة الأحزاب)

### في الحديث
روي أن رسول اللّه ﷺ قال: 
| ملك اليمين | قال الإمام أحمد : حدثنا عبد الرزاق ، أخبرنا سفيان - هو الثوري - عن عثمان البتي ، عن أبي الخليل ، عن أبي سعيد الخدري قال : أصبنا نساء من سبي أوطاس ، ولهن أزواج ، فكرهنا أن نقع عليهن ولهن أزواج ، فسألنا النبي صلى الله عليه وآله وسلم ، فنزلت هذه الآية : ( والمحصنات من النساء إلا ما ملكت أيمانكم ) [ قال ] فاستحللنا فروجهن . | ملك اليمين |

## شخصيات
قائمة من الاشخاص الذين كانوا ضمن مجموعة ملك اليمين:
- مارية القبطية

## اقرأ أيضا
- الإسلام والعبودية
- تاريخ العبودية في العالم الإسلامي
- زواج المتعة
- زواج المسيار